# Státní znak Švédska
Státní znak Švédska má dvě verze a to znak velký a malý.
Velký státní znak je tvořen modrým štítem, čtvrceným zlatým křížem. V prvním a čtvrtém modrém poli jsou tři zlaté korunky, ve druhém a třetím poli je zlatý, korunovaný lev ve skoku na modrém poli se třemi stříbrnými, šikmo položenými a vlnitými břevny. Uprostřed je polcený srdeční štítek, v jehož (heraldicky) pravé části je stříbrné, kosmé břevno, dělící modré a červené pole. Přes břevno je postaven zlatý snop[zdroj?] obilí. V levé, modré polovině je stříbrný most nad stříbrnými vodami, převýšené zlatou, císařskou orlicí pod souhvězdím Velkého vozu. Štít je obtočen řetězem Řádu Serafínů a korunovaný královskou korunou. Štítonoši jsou dva zlatí, dvouocasí, korunovaní a nazpět hledící lvi. Celý znak je položen na hermelínovém plášti pod další královskou korunu.
Snop obilí[zdroj?] je znakem dynastie Vasa, orlice nad stříbrným mostem je znakem dynastie Bernadotte. Tři korunky reprezentují historické země Svealand, Götaland a Österland (Finsko). Lev s břevny je znak Folkungů.
Malý státní znak tvoří modrý štít se třemi zlatými otevřenými korunkami. Na štítu je položena královská koruna.

## Historie
Prvním švédským znakem byl zřejmě modrý štít s třemi zlatými korunkami, které použil v roce 1336 král Magnus Eriksson, který jím symbolizoval svou vládu nad Švédskem, Norskem a provincií Skåne. Poté se zpravidla jako státní znaky užívaly erby vládnoucích dynastií. Od roku 1360 byl znak užíván oficiálně.
15. května 1908 byl zaveden velký a malý státní znak. Velký znak se užívá (až na drobné detaily ve výtvarném pojetí) dodnes, malý znak měl do 70. let 20. století kulatý tvar. Někdy je malý znak obtočen řetězem Řádu Serafínů.

Malý státní znak (1908–70. léta 20. století)
Malý státní znak s řetězem Řádu Serafínů

## Další použití znaku
Štít velkého státního znaku je vyobrazen na vlajce švédského krále, velký znak na švédské královské vlajce a malý na vlajce švédské královské rodiny. Dříve byl velký znak zobrazen na bankovkách a malý na mincích švédské koruny.

Vlajka švédského krále Poměr stran: 1:1
Švédská královská vlajka Poměr stran: 1:2
Vlajka švédské královské rodiny Poměr stran: 1:2
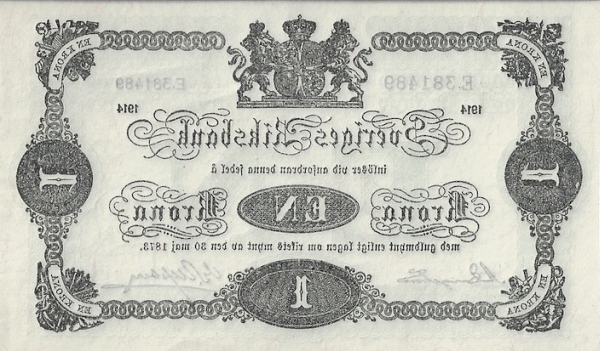
Švédská koruna (1914)
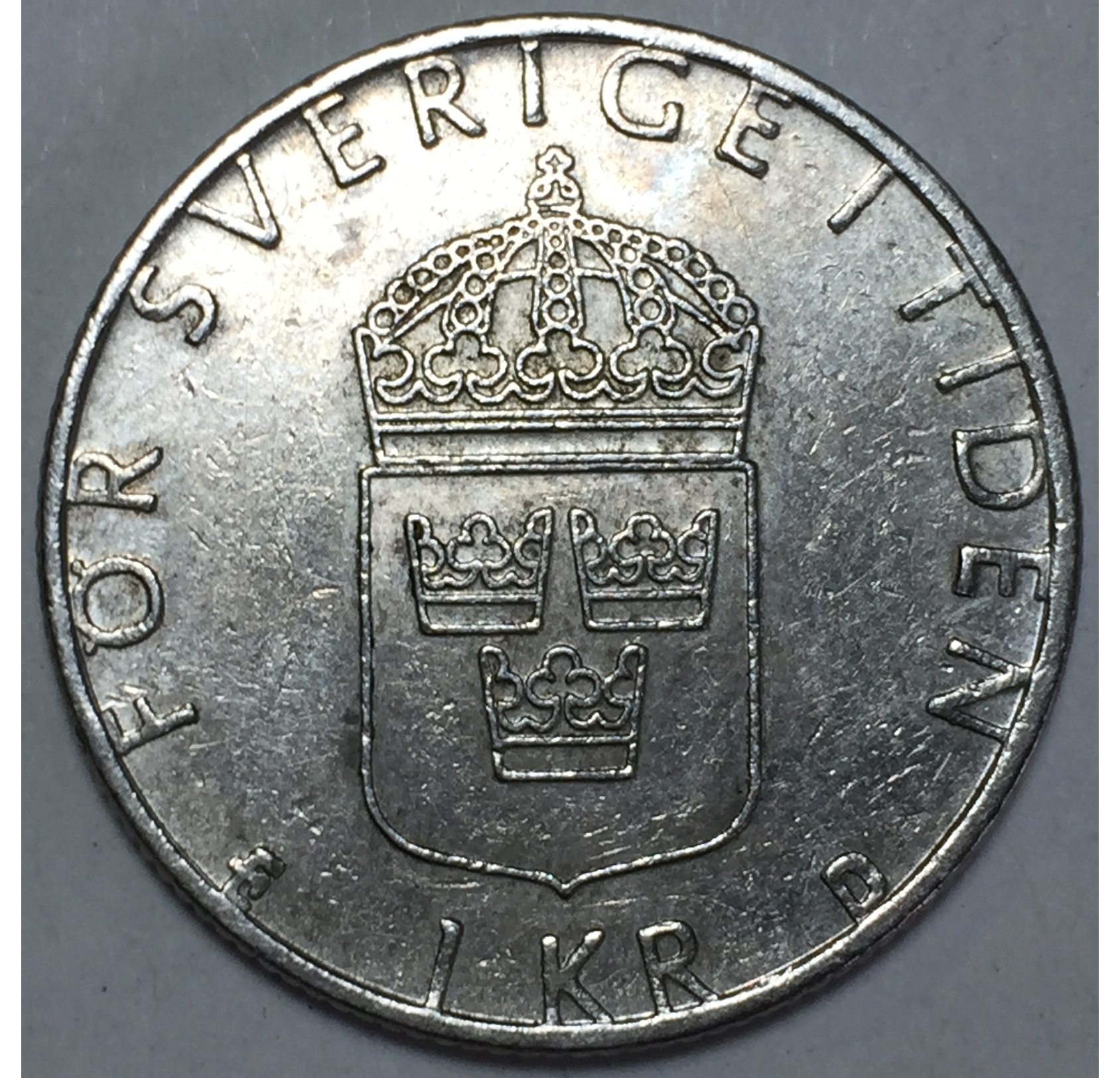
Švédská koruna

## Znaky švédských krajů

Švédské kraje

Území Švédska se správně člení na 21 krajů (län). Všechny kraje mají své znaky, které vznikly složením znaků původních, tradičních provincií (landskap). Ze znaků jsou odvozeny i vlajky krajů.

Blekinge (K)
Dalarna (W)
Gotland (I)
Gävleborg (X)
Halland (N)
Jämtland (Z)
Jönköping (F)
Kalmar (H)
Kronoberg (G)
Norrbotten (BD)
Skåne (M)
Stockholm (AB)
Södermanland (D)
Uppsala (C)
Värmland (S)
Västerbotten (AC)
Västernorrland (Y)
Västmanland (U)
Västra Götaland (O)
Örebro (T)
Östergötland (E)